# 十二町潟オニバス発生地

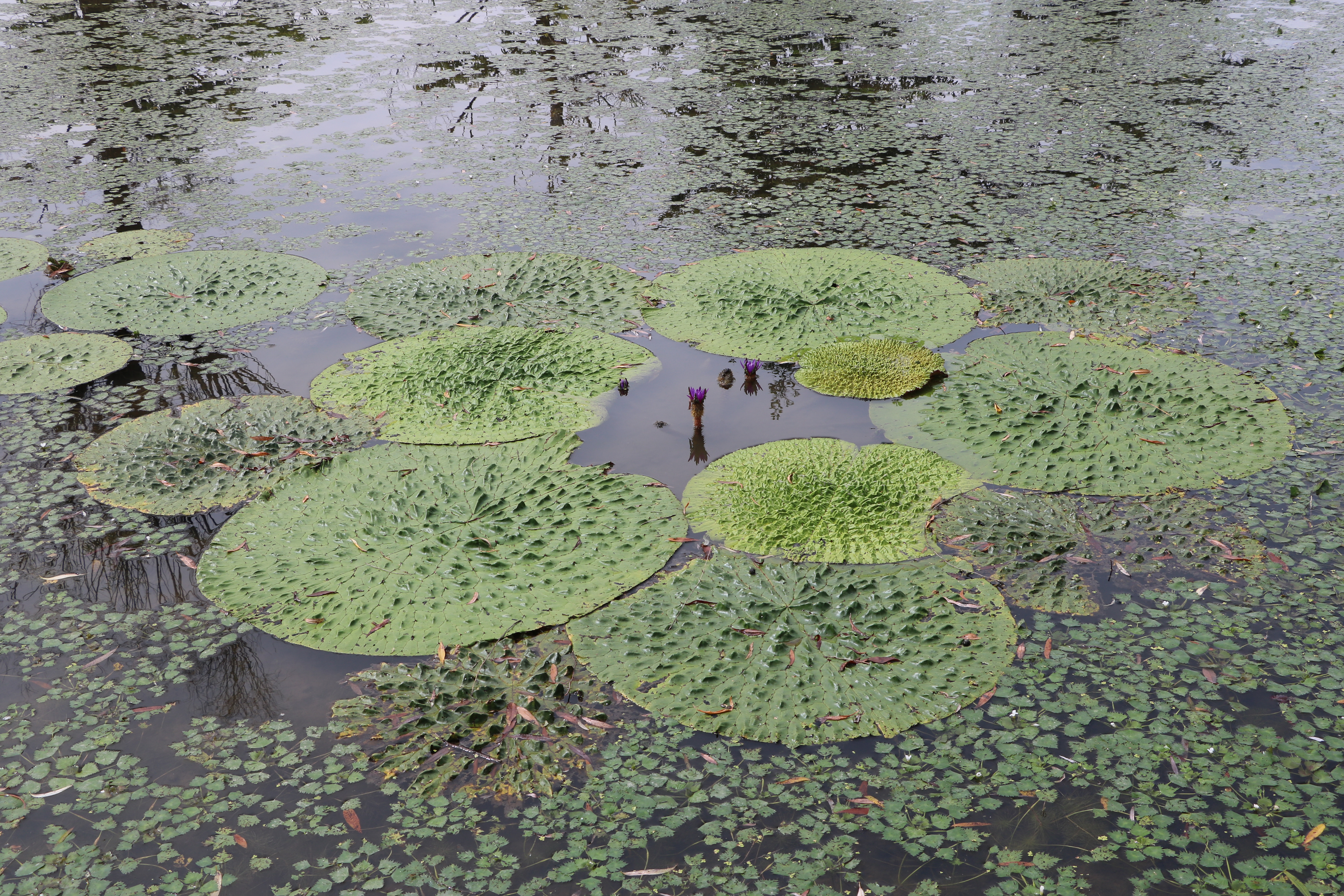
十二町潟水郷公園オニバスの池のオニバス。2017年9月4日撮影。

十二町潟オニバス発生地（じゅうにちょうがたオニバスはっせいち）とは、富山県氷見市にある潟湖十二町潟水域の一角にある国の天然記念物に指定されたオニバスの生育地である。

## 概要
オニバス（鬼蓮）はアジア原産のスイレン科の一年草であり、水面に浮かぶ円形の葉の直径が2メートル以上に成長することもある巨大な浮水植物である。浮葉の表面や水中の茎などに大小のトゲが多数あり、その恐ろしい姿から「地獄の釜のふた」とも称されていた。オニバスはかつて日本国内の各所で見られたが、十二町潟のオニバスは他の生育地のものと比べ葉が大きく、発生数も際立って多かったことから、1923年（大正12年）3月7日に国の天然記念物に指定された。
十二町潟はオニバスの発生地として近隣では古くより知られており、十二町潟といえばオニバス、オニバスといえば十二町潟とまで言われていたが、周囲の環境の変化により1979年（昭和54年）からは自然発生が確認されなくなり一時は絶滅したものと考えられていた。ところが2005年（平成17年）、天然記念物指定エリア外ではあるが同じ十二町潟の水域で4株のオニバスの自然発生が26年ぶりに確認された。その後も自然発生は増え続け、2008年（平成20年）には葉の直径が2メートルを超えるもの130株が確認されるまで回復しているが、天然記念物に指定されている水域での自生は確認されておらず、地元住民ら関係者により指定地域内でのオニバス再生に向けた研究が続けられている。
また、隣接する十二町潟水郷公園の一角にあるオニバスの池ではオニバスの育成保護が行われており、毎年8月から9月にかけての開花期には巨大な葉と花を観察することができる。

## 十二町潟

### 布勢水海

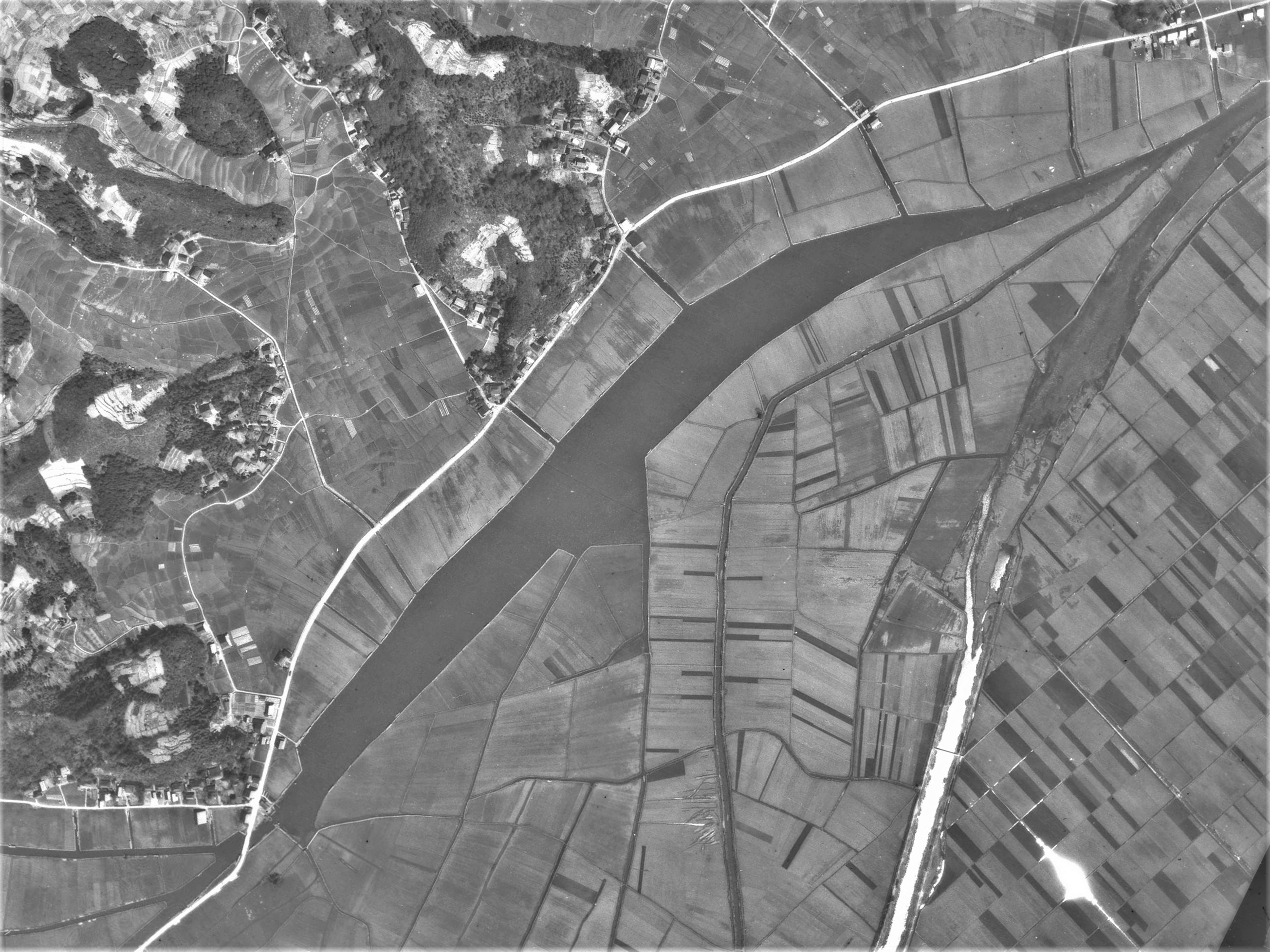
1953年（昭和28年）4月撮影の空中写真。この時点では上流部（画像左下）から万尾川が十二町潟へ直接流入している。
。（1953年撮影）

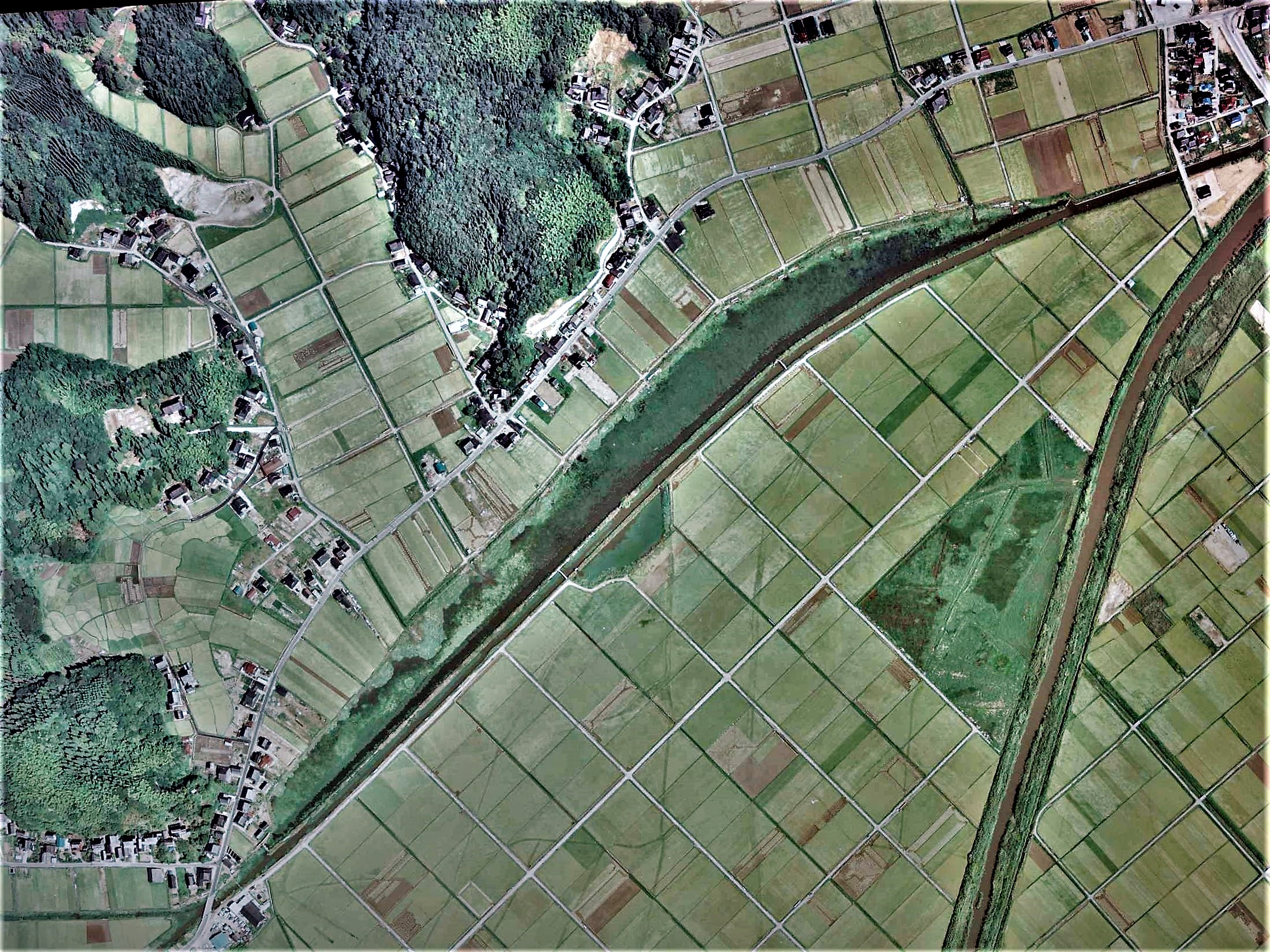
1975年（昭和50年）8月撮影の空中写真。万尾川は十二町潟と分離され潟湖南岸と平行に流下する形に河川改修され、十二町潟内の水面は水草が生い茂っている。
。（1975年撮影）

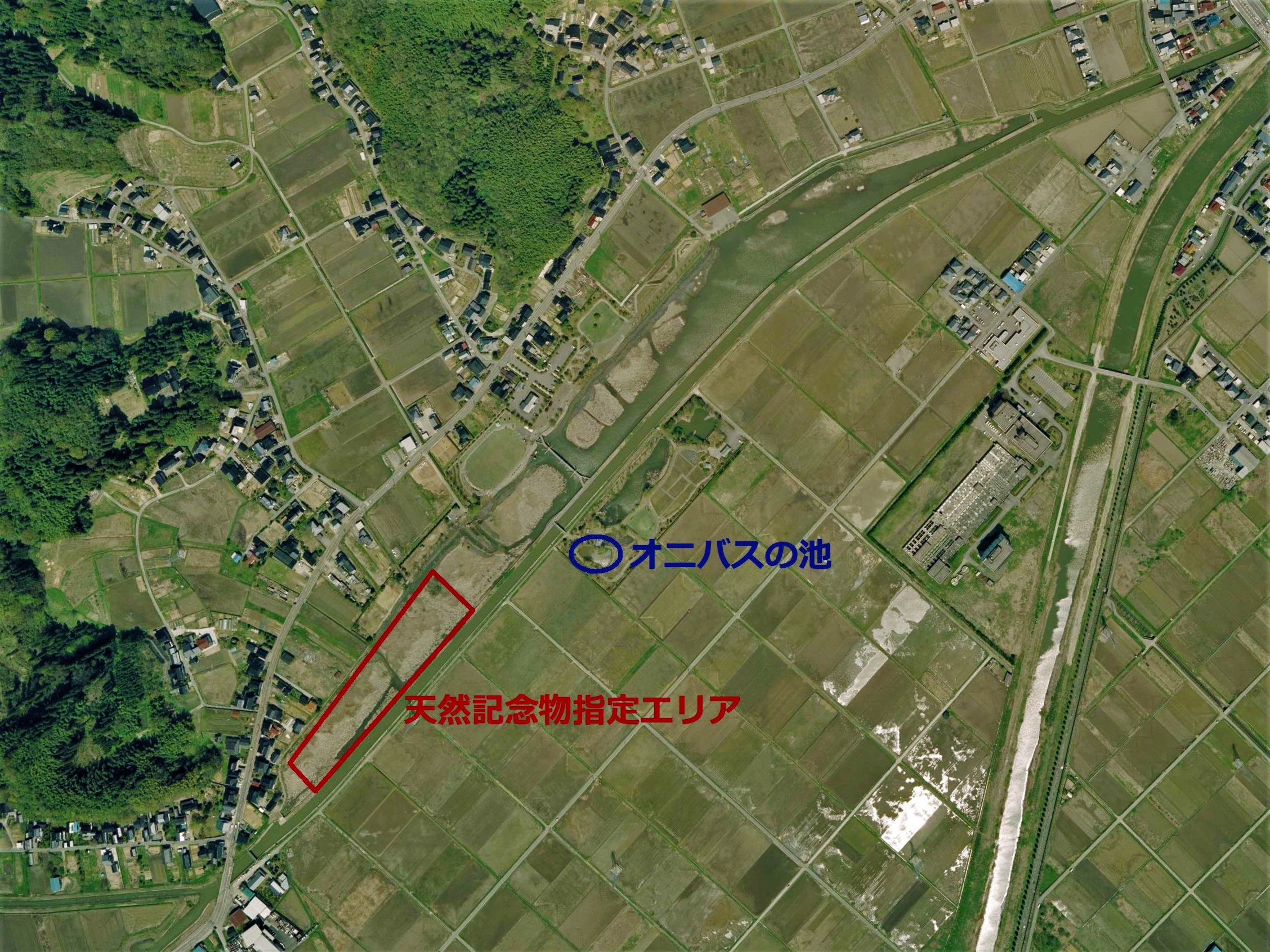
2009年（平成21年）4月撮影の空中写真。十二町潟周辺は十二町潟水郷公園として整備された。赤色の枠で囲んだエリアが天然記念物指定水域。青色で囲んだ部分が公園内に設けられたオニバスの池。
。（2009年撮影）

十二町潟は氷見市を流れる仏生寺川、および万尾（もお）川の下流域にある潟湖で、同市市街地の南西方向に位置している。この付近にはかつて布勢水海（ふせみずうみ）と呼ばれた大きな湖（潟湖）があり、奈良時代には越中国の国守となった大伴家持が湖上に船を浮かべて、都から来た客人をもてなす宴が開かれたという言い伝えが残されており、万葉集にはその時に詠まれた歌が複数収められている。
江戸時代に入ると布勢水海では新田開発による埋め立てによる水田化が進められ徐々に水域が狭まり、湖水流出口近くに位置する水域の一部が最終的に残り、これが今日の十二町潟の原型となった。
文政年間（1812年-1830年）に書かれた記録によれば、当時の十二町潟は今日の単位に換算して長さ2.7キロメートル、幅約1.3キロメートルにおよび、沿岸一帯にはハスが生い茂り、開花時は非常に美しいものであったという。
明治に入った1870年（明治3年）には、十二町潟から流出する湊川とは別に、洪水対策のための排水路として八幡疎水が掘削され、江戸期以降の埋め立てによって生まれた十二町潟周辺の湿田水田は乾田化が図られた。その後1950年代（昭和20年代後半）には十二町潟へ流入する最大河川である仏生寺川の流路が付け替えられ、さらに十二町潟とに直接流れ込んでいた万尾川も1968年（昭和43年）の河川改修により潟湖の南側を堤防を隔てた形に流路変更されるなど、十二町潟の環境は大きく変化していった。

### 天然記念物の指定と環境変化による野生絶滅
江戸時代の新田開発によって広い湖であった布勢水海から小規模な潟湖となった十二町潟であるが、水生植物の種類と数は豊富で、浮葉性のもの（ヒシ、ガガブタなど）、浮遊性のもの（ウキクサ、サンショウモなど）、沈水性のもの（マツモ、イバラモなど）、多種多様な水生植物が自生している。それらの中でも、かつての十二町潟ではオニバスが群を抜いてよく知られていた。
十二町潟のオニバスは巨大かつ生育数の多さでは他に例がないという理由で1923年（大正12年）3月7日に国の天然記念物に指定されたが、これは1919年（大正8年）の史蹟名勝天然紀念物保存法制定から4年後のことで、富山県下で最初の国の天然記念物指定事例である。当初の指定水域は今日と異なり、十二町潟上流部の島崎橋から上流方向へ約560メートルの範囲、指定面積は6178平方メートルであった。
以来、毎年夏になると数多くの大きな浮葉と紫色の花を咲かせていたが、昭和20年から30年頃にかけ客土による潟湖の泥の掘りあげに伴い、泥に含まれるオニバスの種子も影響を受け、また前述した仏生寺川の河川工事などもあってオニバスは徐々に減少し始めた。植物学者の本田政次は1957年（昭和32年）8月、現地でのオニバスの激減や、潟湖での泥あげ、藻の肥料化の作業が毎年行われている等の実地調査報告書を受け、指定当時の状況と現状では格段の相違が認められると自著の中で述べている。
減少が続いたオニバスに追い打ちをかけたのは1968年（昭和43年）の万尾川の河川改修工事で、これが指定エリアのオニバスに大打撃を与えたと言われており、翌1969年（昭和44年）4月12日、当初の指定地域である万尾川中流部（島崎橋上流部）より下流の十二町潟の一部（15016平方メートル）を追加指定した上で、大正12年当初の指定エリアは1971年（昭和46年）10月8日に指定が解除された。文化庁文化財データベースサイトによれば、富山県営排水事業により万尾川中流域では発生しなくなるので、下流域を追加指定し保存対策を講じていく旨の解説がされている。
オニバス減少に危機感を持った地元氷見市では1972年（昭和47年）から翌年にかけて「十二町潟オニバス発生地の保護育成調査」を実地し対策の考案を行い、十二町潟にほど近い氷見市立十二町小学校ではオニバス池を造成し生育を試みるなど保全活動に努めたが、1979年（昭和54年）ついに十二町潟ではオニバスの発生が見られなくなり野生絶滅となった。

### オニバスの再発生と再生保護活動

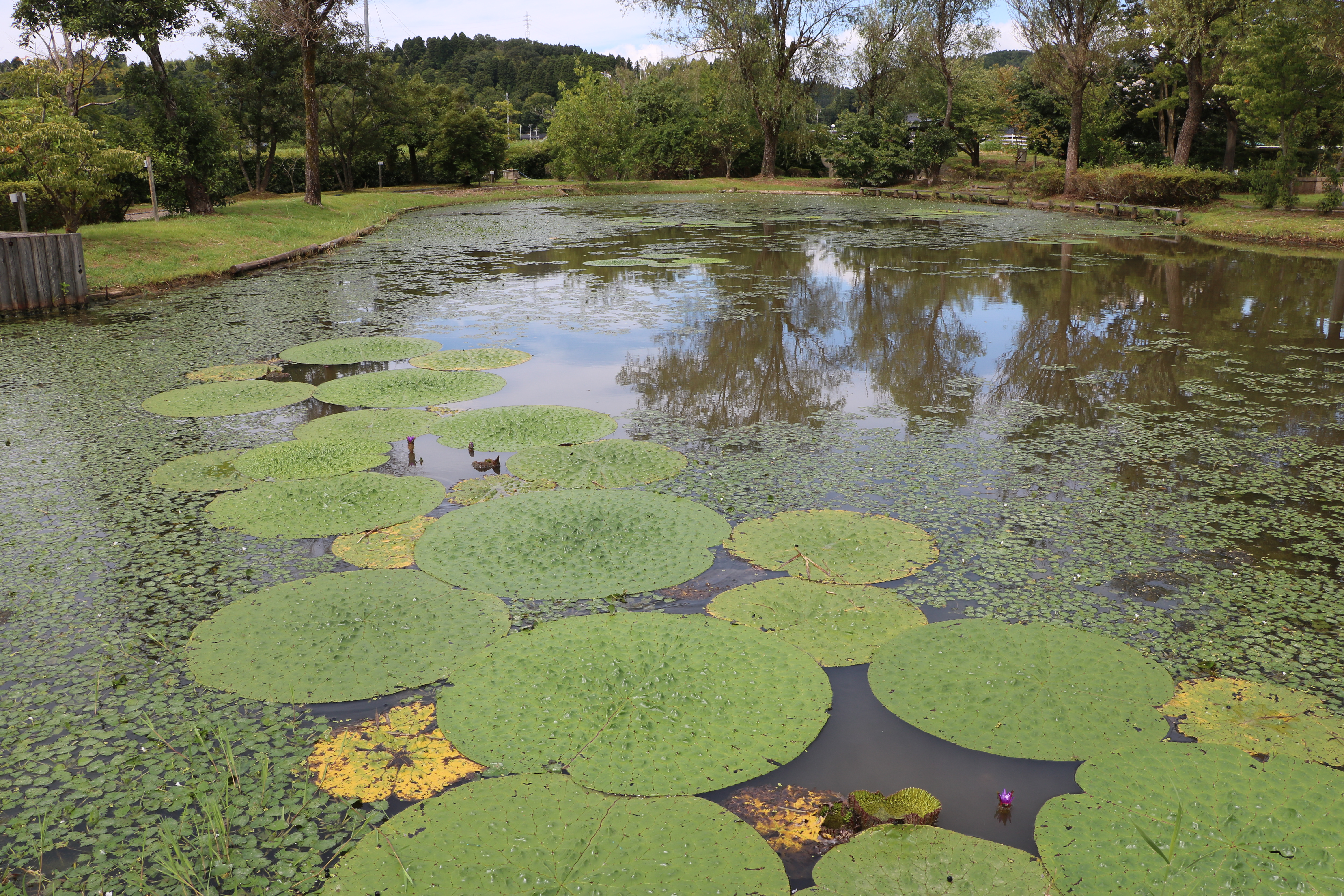
十二町潟水郷公園オニバスの池。2017年9月4日撮影。

一時は絶滅したと考えられていた十二町潟のオニバスであったが、野生絶滅から26年後の2005年（平成17年）、指定地域外の十二町潟で自然発生した4株のオニバスが確認された。翌2006年（平成18年）には65株、2007年（平成19年）には66株と順調に増加していき、2008年（平成20年）には葉の直径が2メートルを超える130株ものオニバスの自然発生を確認するに至った。

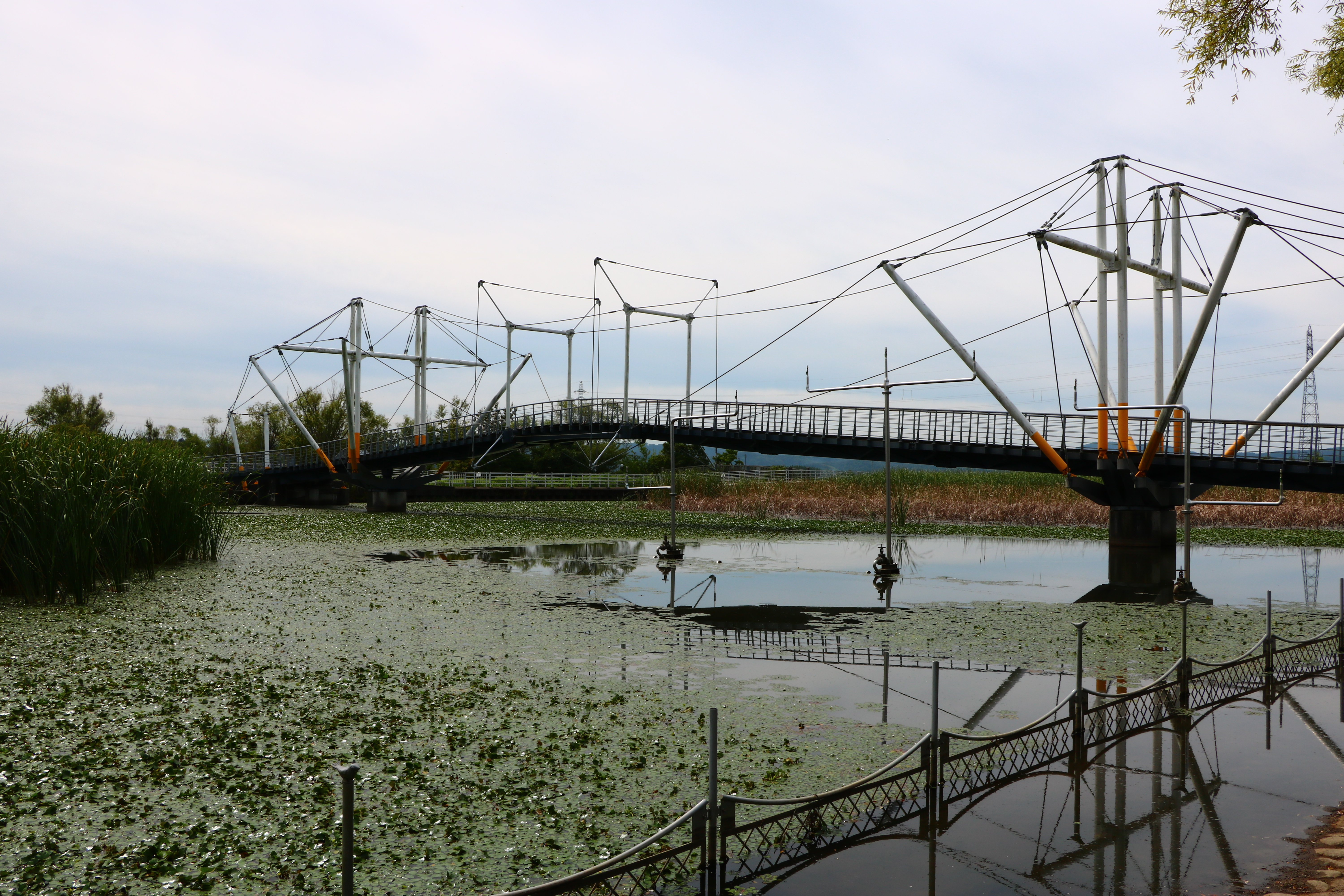
十二町潟水郷公園。2017年9月4日撮影。

しかし、天然記念物指定エリアでの自生は確認されておらず、氷見市では十二町潟に隣接した湖畔に1997年（平成9年）に整備した十二町潟水郷公園の一角に設けたオニバスの池でオニバス再生に向けた育成および再生の研究が行われている。
また、市立十二町小学校ではオニバス栽培が授業の一環として継続され、十二町潟でのオニバス育成環境改善のため地元地区住民らによるガマ刈り、ヒシの駆除など、潟湖内で増え過ぎた水生植物の除去を行い、天然記念物指定エリアでの自然再生に向けた取り組みが行われている。